# Utricularia lateriflora
Utricularia lateriflora är en tätörtsväxtart som beskrevs av Robert Brown. Utricularia lateriflora ingår i släktet bläddror, och familjen tätörtsväxter. Inga underarter finns listade i Catalogue of Life.

## Bildgalleri

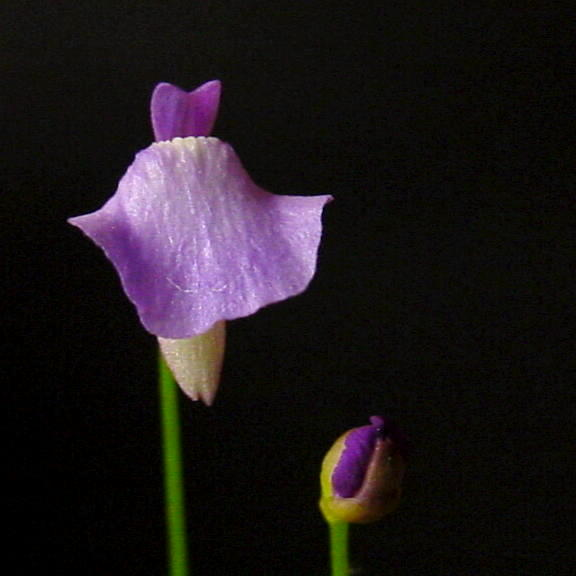